# Манасаульский сельсовет
Манасаульский сельсовет — административно-территориальная единица и муниципальное образование со статусом сельского поселения в Буйнакском районе Дагестана Российской Федерации.
Административный центр — село Манасаул.

## Население
| 2002  | 2010 | 2012 | 2013 | 2014  | 2015  | 2016  |
| ----- | ---- | ---- | ---- | ----- | ----- | ----- |
| 702   | ↘656 | ↗670 | ↘663 | ↗682  | ↘652  | ↗655  |
| 2017  | 2018 | 2019 | 2020 | 2021  | 2023  | 2024  |
| ↗657  | ↘649 | ↘648 | ↘641 | ↗1019 | ↘1009 | ↗1014 |
| 2025  |      |      |      |       |       |       |
| ↘1009 |      |      |      |       |       |       |

## Состав
| № | Населённый пункт | Тип населённого пункта       | Население |
| - | ---------------- | ---------------------------- | --------- |
| 1 | Гергентала       | село                         | ↗52       |
| 2 | Манасаул         | село, административный центр | ↗967      |